# Thérèse Clerc
Pour les articles homonymes, voir Clerc.
Thérèse Clerc, née le 9 décembre 1927 à Paris 18e et morte le 16 février 2016 à Montreuil (Seine-Saint-Denis), est une militante féministe française.
Membre du Mouvement pour la liberté de l'avortement et de la contraception (MLAC) au tournant de mai 68, elle pratique des avortements clandestins gratuitement dans son appartement de Montreuil (Seine-Saint-Denis), où elle s'est installée au milieu des années 1970. Elle y fonde notamment la « Maison des femmes » (2000), puis une « Maison des Babayagas », un centre autogéré pour femmes âgées.

## Biographie

### Rencontre avec les prêtres-ouvriers
Issue de la petite bourgeoisie parisienne, Thérèse Clerc passe son enfance à Bagnolet. Son père travaille au Pari mutuel urbain.
Elle apprend le métier de modiste, et se marie, en 1947 avec un petit entrepreneur en nettoyage industriel. Femme au foyer, elle a quatre enfants. Catholique, elle vend l’hebdomadaire Témoignage chrétien et rencontre des prêtres ouvriers revenus de leur service militaire en Algérie,. « J'ai rencontré Marx à l'église de la rue de Charonne », raconte-t-elle ainsi. Toutefois, la position de l'Église quant aux femmes l'éloigne de celle-ci, bien qu'elle ne s'affirme pas, à la fin de sa vie, franchement athée, mais plutôt agnostique voire peut-être croyante (Dieu est « une interrogation car il n'est pas démontrable. Dieu n'est crédible que dans le doute, ça m'amuse », déclare-t-elle ainsi).

### Les années 1960-1970
Devenue vendeuse dans un grand magasin, elle milite au Mouvement pour la liberté de l'avortement et de la contraception (MLAC) après avoir manifesté contre les guerres d'Indochine et d'Algérie, mais elle « rate » Mai 68. En 1969, elle divorce et s'achète un petit appartement à Montreuil en 1974. Surnommée « Thérèse de Montreuil », elle pratique des avortements clandestins sur la table de son salon à Montreuil, jusqu'à la promulgation, en janvier 1975, de la loi Veil. Elle milite aussi au Mouvement de la paix ou encore au Parti socialiste unifié (PSU).

### Les années 1980-1990
En 1990, elle signe l'« Appel des 75 » contre la guerre du Golfe.

### Militante à Montreuil
Thérèse Clerc fonde en 2000, à Montreuil, la « Maison des femmes »,, ouverte aux femmes victimes de violence, en insertion ou réinsertion. Parallèlement, alors qu'elle doit s'occuper de sa mère grabataire, elle décide de fonder un lieu autogéré pour « vieillir ensemble en citoyens indépendants, libres et utiles »: le projet, commencé en 1999, manque d'aboutir en 2007 après une rencontre improbable avec la ministre du Logement Christine Boutin (droite catholique), qui débloque les fonds nécessaires. Cela mène ainsi au projet de création de la « Maison des Babayagas », du nom des sorcières russes, qu'elle porte avec Monique Bragard et Suzanne Goueffic. Mais, à la dernière minute, le conseil général de Seine Saint-Denis annule sa participation, au motif que le projet, réservé aux femmes, serait « discriminant ». Il est relancé en 2009 par la mairie de Montreuil et l'office HLM de la ville et ouvre finalement fin 2012. En 2015 un lieu spécifique a été construit, rue de la Convention, pour le site.
Elle a également créé l’université des savoirs sur la vieillesse (Unisavie)
Thérèse Clerc apparaît dans le film documentaire de Sébastien Lifshitz, Les Invisibles, sorti en 2012. Elle y souligne l'intolérance de la société française à l'encontre des homosexuels durant les années 1960, époque où l'homosexualité était considérée comme un « fléau social ».
Thérèse Clerc apparaît également dans le P.O.M de la photographe Elisabeth Schneider Charpentier intitulé « Insoumise à nu » réalisé entre 2011 et 2012.
À la fin de sa vie, elle évoquait ouvertement son homosexualité, ayant entretenu des relations jusqu'à un âge avancé,. Sébastien Lifshitz tourne également un film sur les dernières semaines de sa vie, Les Vies de Thérèse, selon ses vœux, dans une volonté de désacraliser le tabou autour du corps mourant,.

### Fin de vie
Atteinte d'un cancer, Thérèse Clerc meurt chez elle à Montreuil, le 16 février 2016 entourée de ses enfants. Thérèse Clerc est enterrée au cimetière du Père-Lachaise. Sa famille organise des funérailles discrètes dans l'intimité.

## Décorations
- Chevalier de la Légion d'honneur (2008) Elle avait refusé la distinction au début des années 2000[1]. Elle est décorée au palais Bourbon par l'historienne du féminisme Michelle Perrot, en présence de Simone Veil[17].
- Officier de l'ordre national du Mérite (2014)

### Archives
- La bibliothèque Marguerite-Durand (13e arrondissement de Paris) conserve un fonds d'archives consacré à Thérèse Clerc. « Fonds Thérèse Clerc », sur Catalogue collectif de France (consulté le 8 février 2017).

### Vidéogrammes
- Julie Chouteau, Thérèse Clerc, le troisième âge du féminisme, réalisé pour l’Institut français de presse, 2012
- Jean-Marc La Rocca, « Nous vieillirons ensemble, la saga des Babayagas », 52 min, Agat Films/Ex Nihilo, 2013
- Ilona Kalmbach, Sabine Jainski, Le meilleur est à venir. Parlez-moi d’amour, 52 min, WDR, Arte, 2015
- Sébastien Lifshitz, Les Vies de Thérèse, 52 min, 2016 « Les Vies de Thérèse » : un portrait plein de vie d’une mourante sur lemonde.fr.